# خوليو سيزار ريباس
خوليو سيزار ريباس (بالإسبانية: Julio Ribas)‏ هو لاعب كرة قدم ومدرب كرة قدم أوروغواياني في مركز الوسط، ولد في 8 يناير 1957 في ريفيرا في الأوروغواي. شارك مع منتخب الأوروغواي لكرة القدم. أما مع النوادي، فقد لعب مع بيلا فيستا وجيمناسيا لابلاتا وديفينسور سبورتينغ وريفر بليت ونادي كارتاهينيس ونادي ليفربول وناسيونال مونتيفيديو.

## وصلات خارجية
- خوليو سيزار ريباس على موقع قاعدة بيانات كرة القدم.إي يو (الإنجليزية)
- خوليو سيزار ريباس على موقع ناشيونال فوتبول تيمز (الإنجليزية)
- خوليو سيزار ريباس على موقع Soccerway.com (الإنجليزية)